# Mástil escarpado

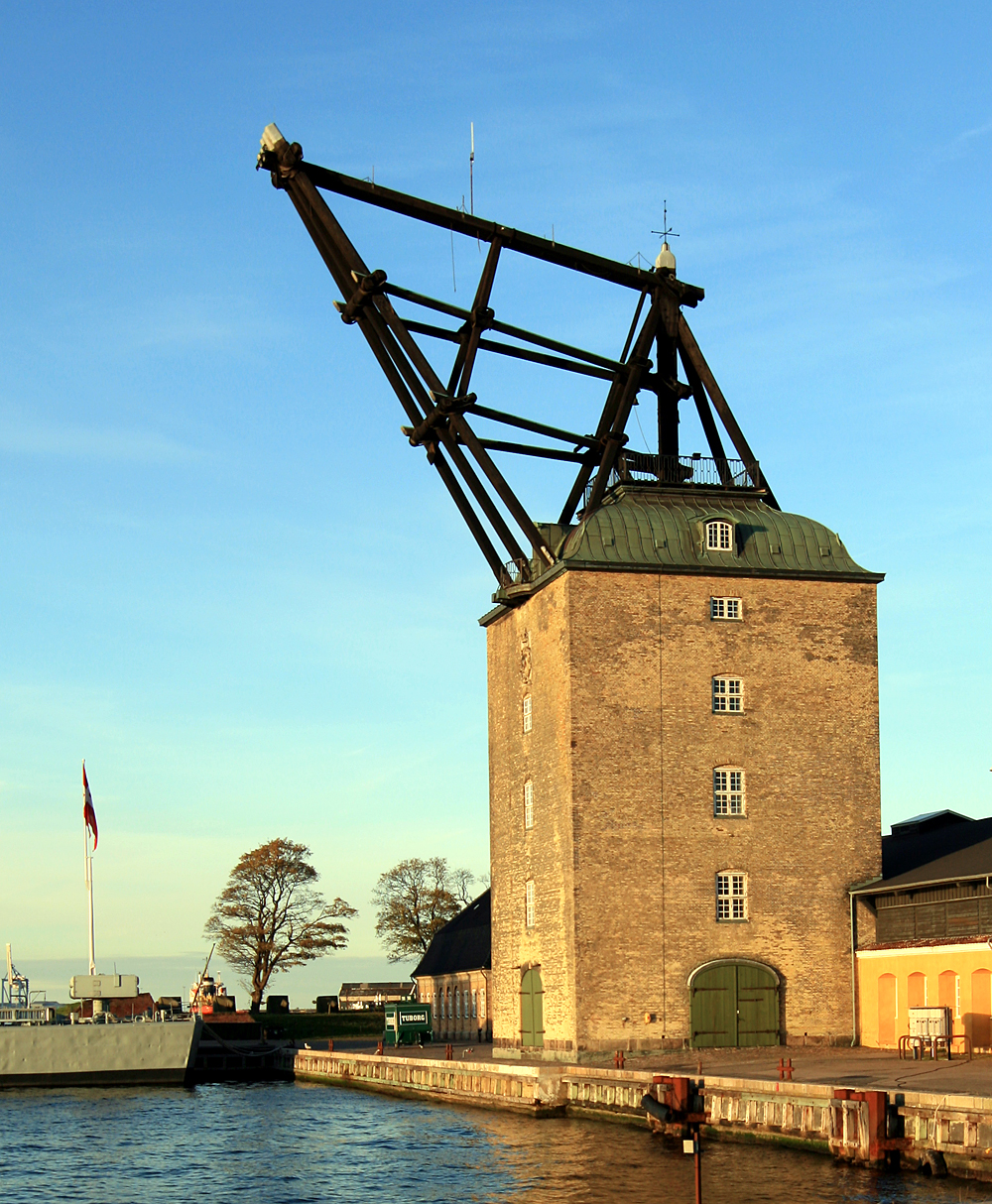
Masting Sheers de Frederik V en Holmen, Copenhague, Dinamarca. Construido 1746

Una grúa de mástil escarpado, escarpado, de cizalla o de mástil es una grúa de astillero especializada, destinada a colocar mástiles altos en grandes barcos de vela. " Sheers " es un nombre antiguo para una grúa fija formada por una o dos vigas de madera, fijadas en la base y sostenidas por cuerdas.

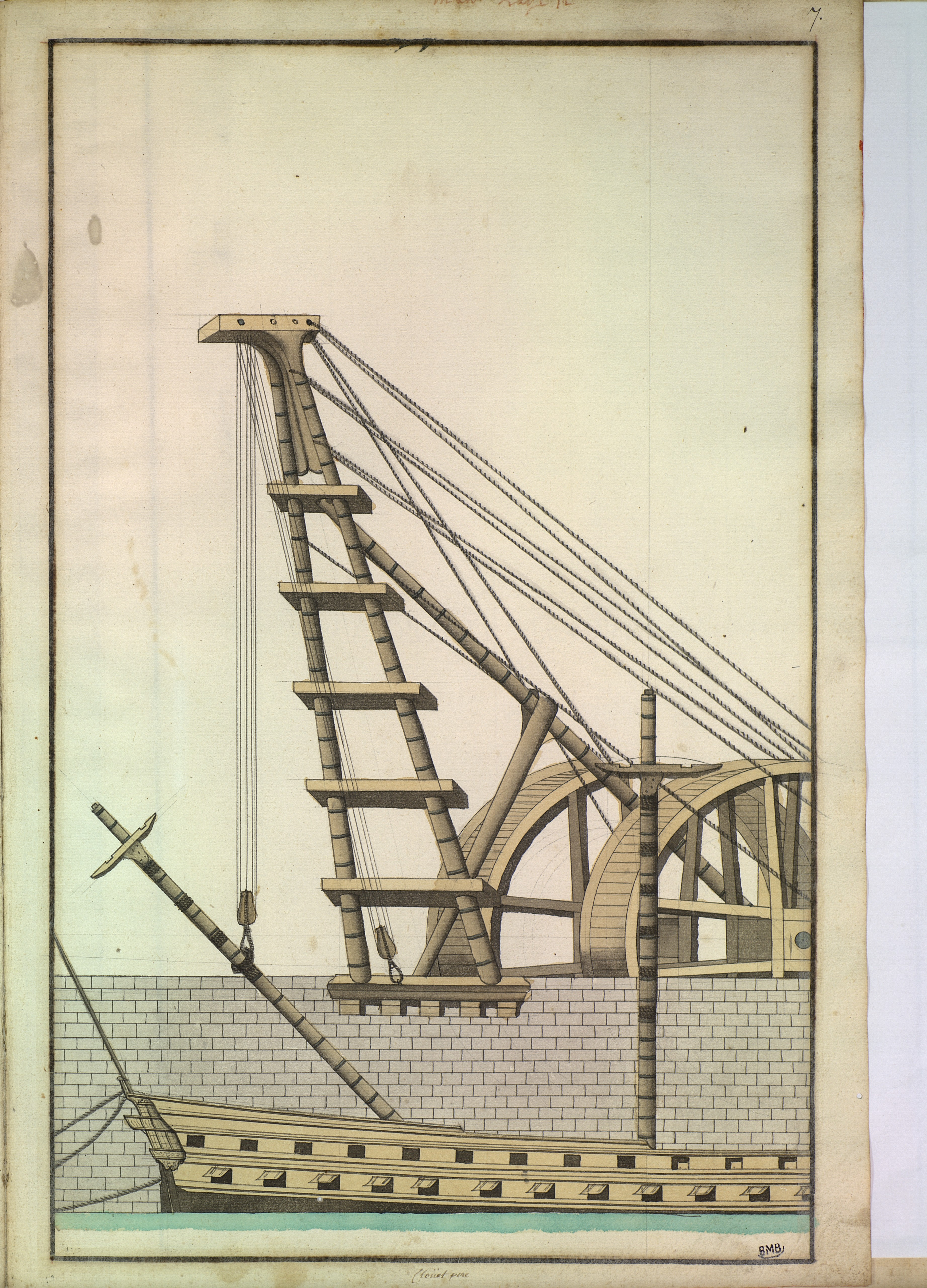
Mástil francés del escarpado, con grúa de rueda

Los veleros antiguos no necesitaban visillos para erigir sus mástiles, ya que podían colocarse en su lugar con cuerdas y dejarlos girar alrededor de sus pies. A medida que los barcos se hicieron más grandes, sus mástiles más grandes y pesados ya no pudieron manejarse de esta manera. Se necesitaba una grúa, lo suficientemente alta para levantar todo el mástil verticalmente y luego bajarlo al interior del barco.
Como no se requiere que los visillos se muevan, a menudo se construyeron sobre torres de mampostería, con estructuras de brazo de madera encima de ellas. Pocas han sobrevivido intactas, pero algunas de las torres aún  permanecen en pie.
A fines del siglo XIX, el tamaño y la capacidad cada vez mayores de las grúas portuarias en general comenzaron a sobrepasar las capacidades de estos mástiles.